# Cattedrali in Islanda
Questa è una lista delle cattedrali in Islanda.

## Cattedrali cattoliche
| Cattedrale                                      | Diocesi              | Città     | Immagine |
| ----------------------------------------------- | -------------------- | --------- | -------- |
| Cattedrale di Cristo Re Basilíka Krists konungs | Diocesi di Reykjavík | Reykjavík |          |

## Cattedrali luterane (Chiesa d'Islanda)
| Cattedrale                                              | Diocesi                       | Città     | Immagine |
| ------------------------------------------------------- | ----------------------------- | --------- | -------- |
| Cattedrale luterana di Reykjavík Dómkirkjan í Reykjavík | Diocesi luterana di Reykjavík | Reykjavík |          |
| Cattedrale di Hólar Hóladómkirkja                       | Diocesi luterana di Reykjavík | Hólar     |          |
| Cattedrale di Skálholt Skálholtsdómkirkja               | Diocesi luterana di Reykjavík | Skálholt  |          |